# Rose Mukantabana
Rose Mukantabana (Nyanza, 31 de agosto de 1961) es una abogada y activista por los derechos de la mujer ruandesa. Fue Presidenta de la Cámara de Diputados de Ruanda y la primera mujer elegida para el cargo. Fue elegida para presidir la Unión Parlamentaria Africana entre 2013 y 2015.

## Biografía
Rose Mukantabana nació el 31 de agosto de 1961 en el distrito de Nyanza, provincia del Sur de Ruanda. Terminó el bachillerato y empezó a trabajar en la función pública en 1980, primero en la Sociedad Ruandesa de Seguros y más tarde en el Ministerio de Servicios Públicos. En 1992 ingresó en la Universidad Nacional de Ruanda y se licenció en Derecho en 1996. Ese mismo año empezó a trabajar para la Asociación Haguruka, una ONG dedicada a los derechos humanos y, en concreto, a los derechos de las mujeres y los niños. Tras nueve años en la organización, empezó como Asistente Jurídica y ascendió hasta Coordinadora de Asuntos Jurídicos. Tras desempeñar el cargo de Secretaria Ejecutiva Nacional, Mukantabana volvió a estudiar. Estudió en Bélgica y obtuvo un "diploma especializado en derechos humanos" de posgrado en la Université Saint-Louis Bruxelles.
En 2002, ocupaba el cargo de vicepresidenta de Pro-Femmes, una organización pacifista que coordinaba los esfuerzos de 43 ONG en favor del desarrollo y los derechos de la mujer. En 2005, comenzó a trabajar como Coordinadora Nacional de la Iniciativa de Derechos Legales de la Mujer patrocinada por USAID y, en 2007, se trasladó a ActionAid International Rwanda, primero como Coordinadora de los Derechos de la Mujer y más tarde como Directora de Desarrollo de Programas. En 2008, fue elegida diputada en representación de la circunscripción de la ciudad de Kigali. El 6 de octubre de 2008, fue elegida por sus compañeros diputados para ocupar el cargo de Presidenta de la Cámara de Diputados de Ruanda hasta 2013 por un margen de 70 votos a favor y 10 en contra. Su elección la convirtió en la primera mujer en presidir el órgano parlamentario. En 2012, fue elegida para presidir la Unión Parlamentaria Africana (APU) hasta 2015.